# Allium neapolitanum
Allium neapolitanum là một loài thực vật có hoa trong họ Amaryllidaceae. Loài này được Cirillo mô tả khoa học đầu tiên năm 1788.

## Hình ảnh

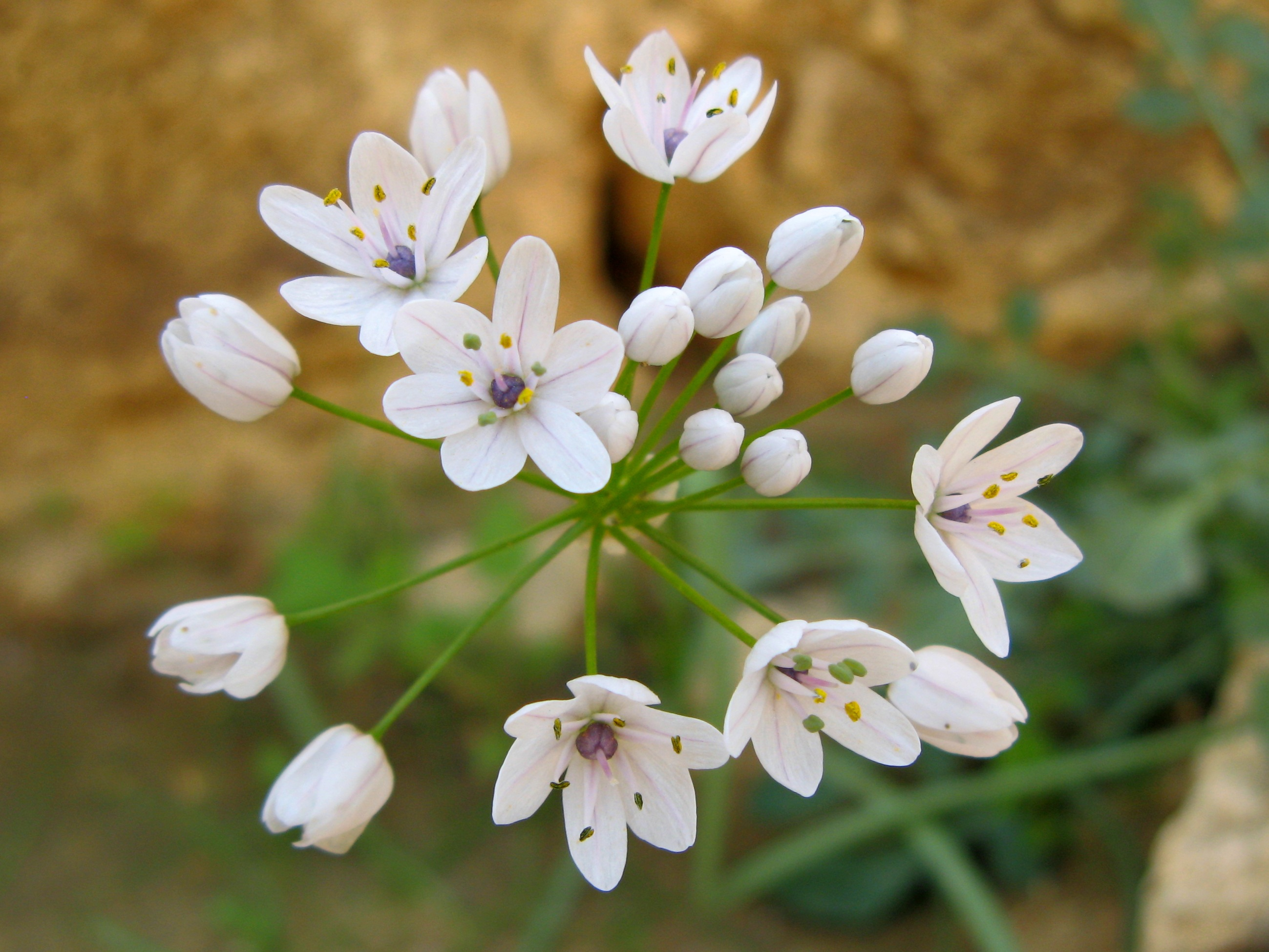
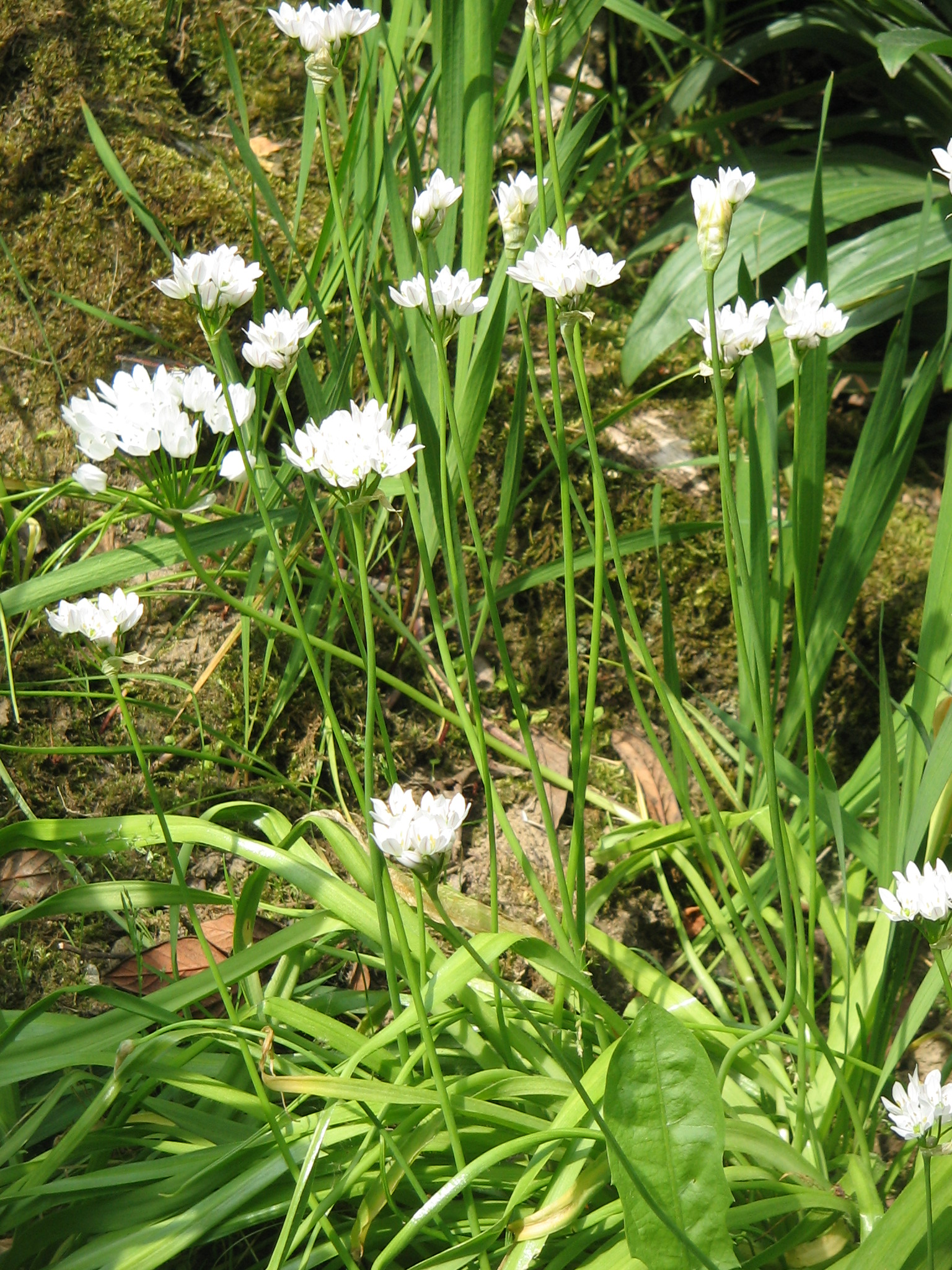
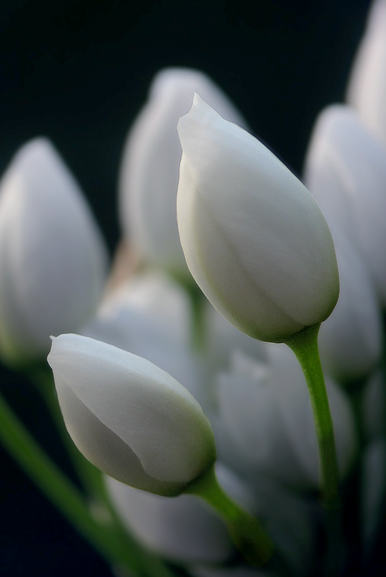
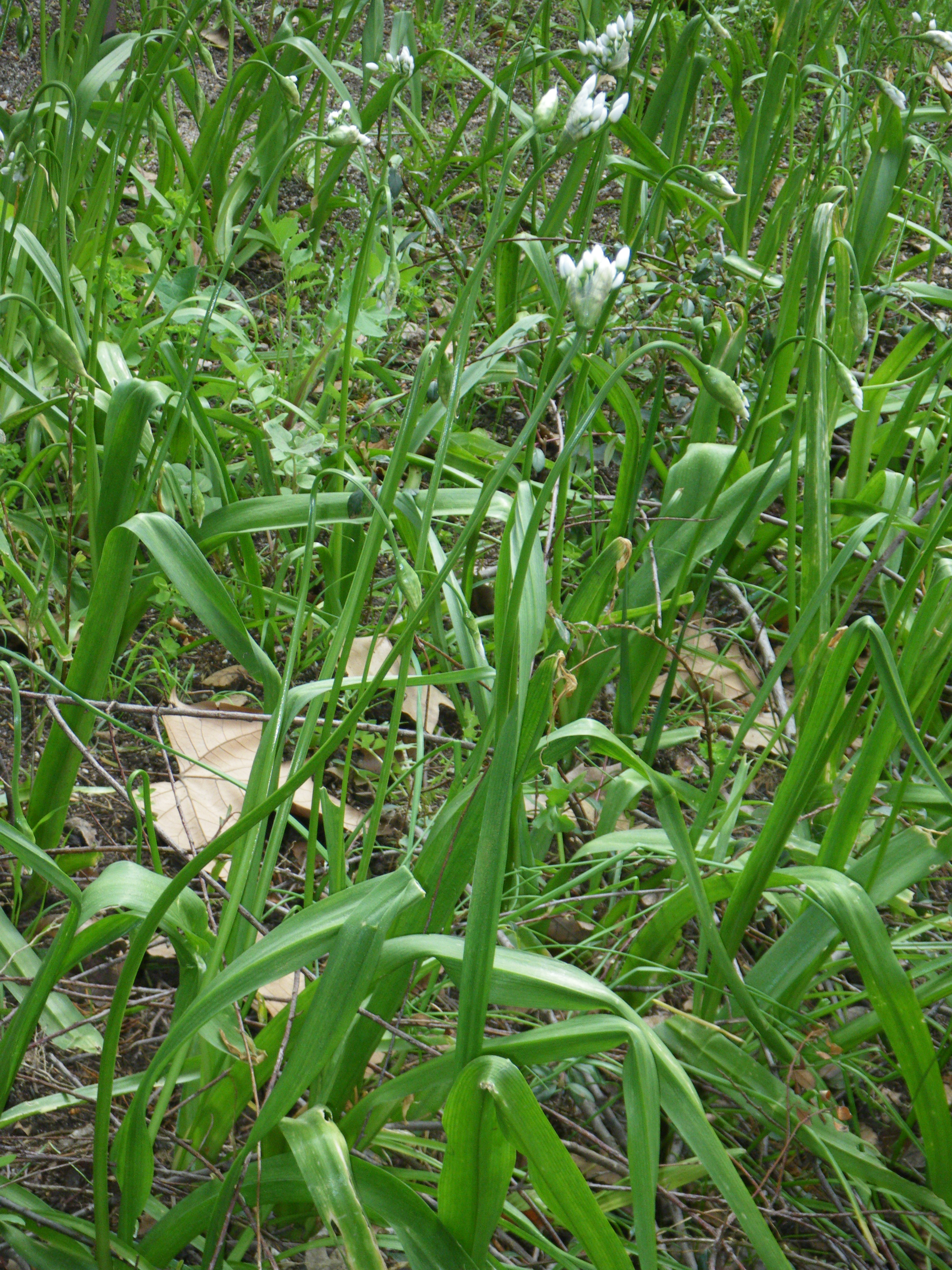